# Corymbia xanthope
Corymbia xanthope är en myrtenväxtart som först beskrevs av Anthony R. Bean och Murray Ian Hill Brooker, och fick sitt nu gällande namn av Kenneth D. Hill och Lawrence Alexander Sidney Johnson. Corymbia xanthope ingår i släktet Corymbia och familjen myrtenväxter. Inga underarter finns listade i Catalogue of Life.